# Eresus sandaliatus
Espèce
Synonymes
- Aranea sandaliata Martini & Goeze, 1778
- Aranea purpurata Panzer, 1804
- Eresus annulatus Hahn, 1821

Eresus sandaliatus est une espèce d'araignées aranéomorphes de la famille des Eresidae.

## Distribution

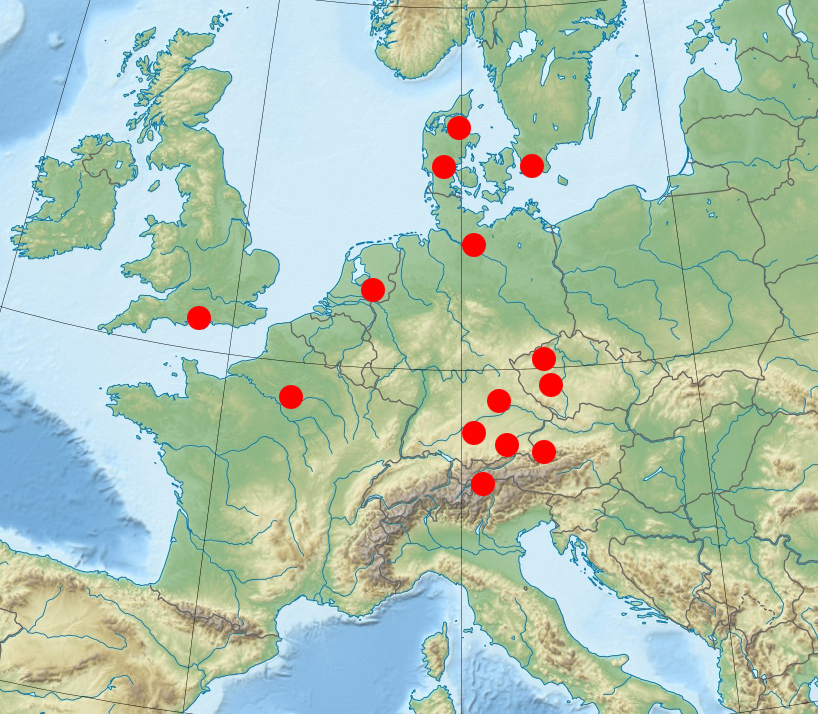
Distribution

Cette espèce se rencontre en Europe.

## Description

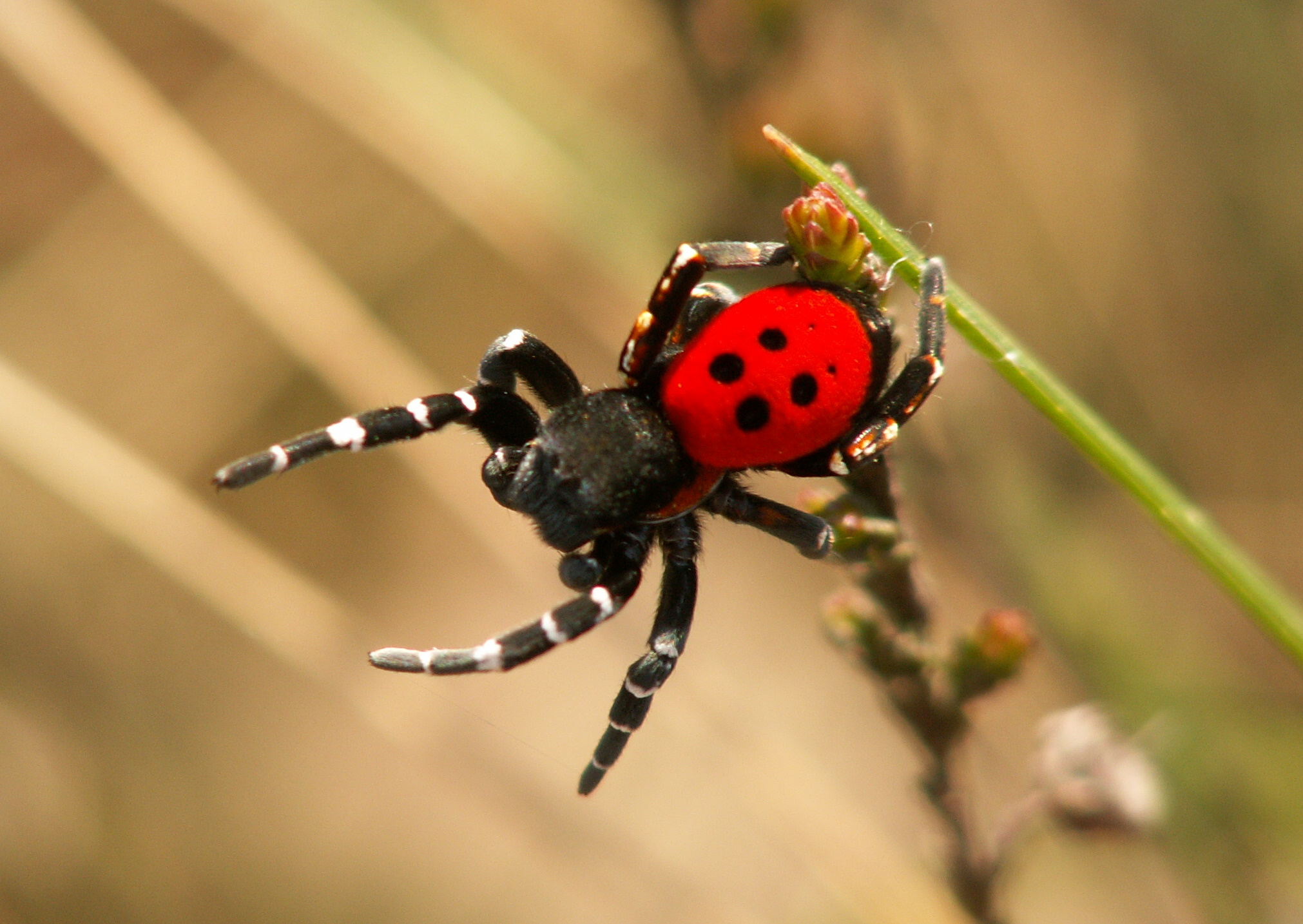
Eresus sandaliatus ♂

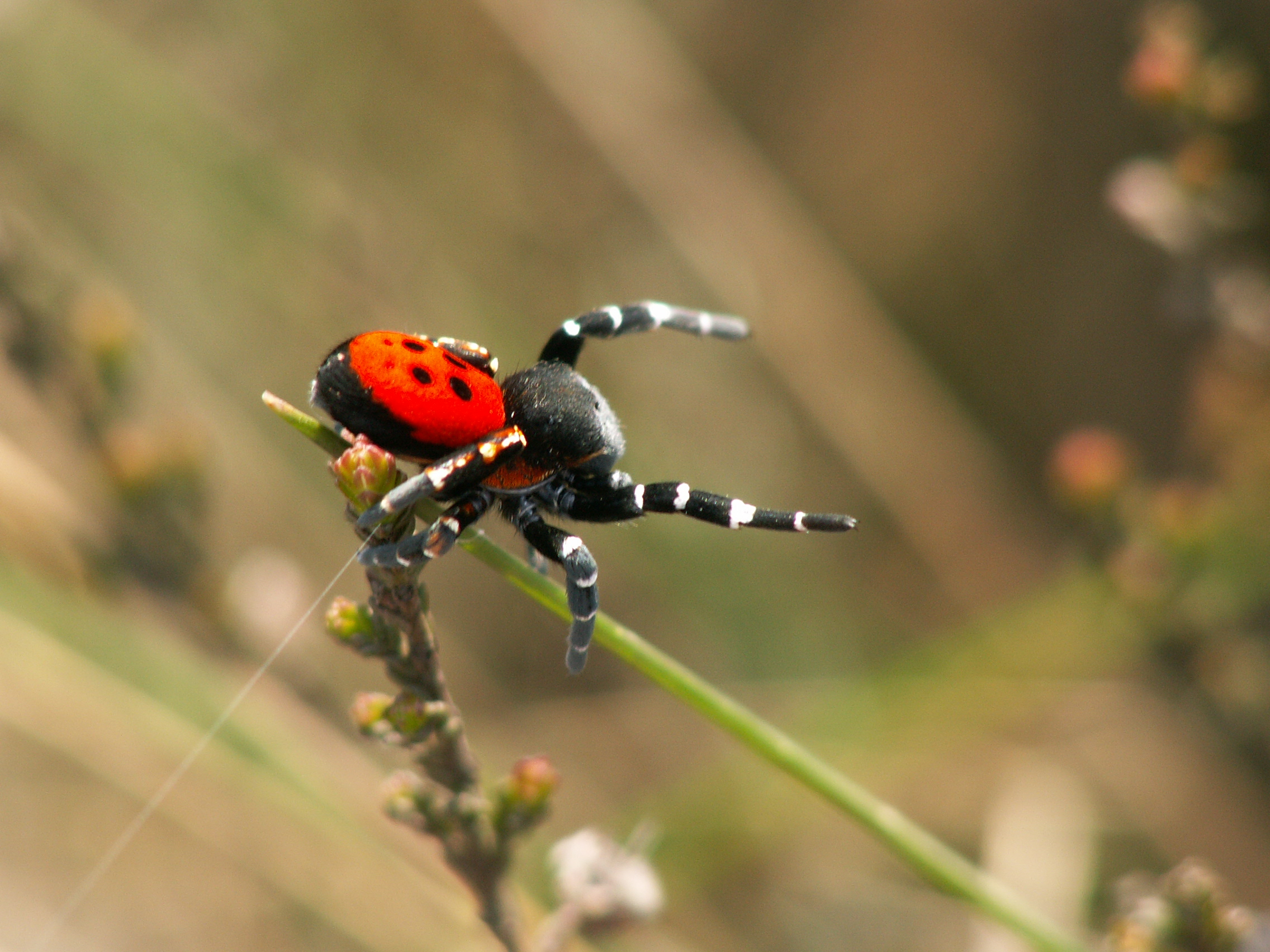
Eresus sandaliatus ♂

Les mâles mesurent de 6 à 9 mm et les femelles de 10 à 16 mm,.

## Publication originale
- Martini & Goeze, 1778 : D. Martin Listers Naturgeschichte der Spinnen überhaupt und der Engelländischen Spinnen insonderheit aus dem Lateinischen übersetzt, und mit Anmerkungen vermehrt von D. Friedrich Heinrich Wilhelm Martini nach dessen Handschrift aber zum Druck befördert, und mit neuen Zusätzen versehen von Johann August Ephraim Goeze. Bey Christoph August Reußner, Quedlinburg und Blankenburg p. 1-302 (texte intégral).